# Грейс Парк (актриса)
Грейс Парк (на английски: Grace Park) е американска актриса от корейски произход, родена на 14 март 1974 г. в Лос Анджелис, Калифорния, САЩ.
Тя е известна с ролите си в научнофантастичните сериали Бойна звезда: Галактика от 2004 г. и Старгейт SG-1, както и във филма от 2000 г. Ромео трябва да умре. През 2006 г. Парк е поставена на 93-то място в годишната класация на 100-те най-красиви жени на списание Максим.

## Филмография
- „Хавай 5-0“ – 2010 г. – Настояще
- „Бойна звезда: Галактика (2004)“ – 2004 г.
- „Бойна звезда: Галактика: Острие“ – 2007 г.
- „Еджмонт“ – 2001 – 2005 г.
- „Мъртвата зона“ – 2004 г.
- „Андромеда“ – 2004 г.
- „Джейк 2.0“ – 2003 – 2004 г.
- „Бойна звезда: Галактика (минисериал)“ – 2003 г.
- „Старгейт SG-1“ – 2001 г.
- „Ромео трябва да умре“ – 2000 г.
- Freaks – 2019 г.